# Belisana leuser
Belisana leuser is een spinnensoort uit de familie trilspinnen (Pholcidae). De soort komt voor in Thailand, Maleisië, Sumatra en Borneo.